# Рохас, Педро де
Педро де Рохас (исп. Pedro de Rojas) — испанский юрист, в течение 40 дней был временным губернатором Филиппин.
В 1584 году Педро де Рохас стал членом новообразованной Королевской аудиенсии Манилы. В 1590 году губернатор Гомес Перес дас Мариньас распустил Аудиенсию, но оставил Педро де Рохаса на Филиппинах.
В октябре 1593 года губернатор отправился во главе флота на завоевание Молуккских островов, оставив военные дела на Диего Ронкильо, а гражданские — на Педро де Рохаса. На второй день пути китайские гребцы его галеры взбунтовались, и перебили находившихся на борту испанцев.
Как только вести о гибели губернатора достигли Манилы, жители и солдаты собрались на собрание, на котором избрали Педро де Рохаса временным губернатором. Вдогонку взбунтовавшейся галере было отправлено два фрегата, но они не смогли её найти. Было известно, что у Гомеса Переса дас Мариньаса был королевский указ, позволяющий ему самостоятельно назначить преемника, и было известно, что губернатор такого преемника назначил, но не могли найти бумаг с волей покойного губернатора.
В связи с тем, что Манила осталась практически беззащитной, Педро де Рохас отправил завоёвывающему Минданао Эстевану Родригесу де Фигероа и находившемуся на Висайских островах сыну покойного губернатора Луису Пересу дас Мариньасу повеление срочно вернуться для защиты испанских владений в связи со сложившейся ситуацией. Оба прибыли на судах, полных войск, и был отдан приказ о повторном поиске бумаг покойного губернатора. На этот раз они были найдены, и было обнаружено, что своим преемником тот назвал своего сына Луиса. Видя в гавани флот Луиса и его солдат, городские власти отозвали своё признание Педро де Рохаса и избрали новым губернатором Филиппин Луиса Переса дас Мариньаса.
Вскоре на смену Педро де Рохасу прибыл Антонио де Морга, а Рохас отправился в Америку, где стал алькальдом Мехико.